# Emil Döhler
Julius Emil Döhler (geboren 2. August 1859 in Lichtenstein, Königreich Sachsen; gestorben 18. Juni 1927 in Dresden) war ein deutscher Gymnasiallehrer.

## Leben und Wirken
Er wurde am 2. August 1859 zu Lichtenstein geboren. Als sechs Jahre seine Eltern nach Chemnitz übersiedelten, besuchte er in dieser Stadt die Bürgerschule und danach das Realgymnasium, wo er 1879 die Maturitätsprüfung erfolgreich bestand. Danach ging er vier Jahre auf die Universität Leipzig zum Studium der Germanistik, neuen Sprachen und Geschichte. Er legte 1883 das Staatsexamen ab und fand danach kurze Zeit eine Anstellung als Hilfslehrer an der Öffentlichen Handelslehranstalt in Leipzig. Zu Ostern 1883 wurde er sechster Oberlehrer an der Städtischen Realschule in Mittweida. Zu Michaelis 1885 wechselte er an die Städtische Höhere Töchterschule nach Wismar, wo er als Oberlehrer tätig war. 1887 wurde er an der Universität Rostock zum Dr. phil. promoviert. Das Thema seiner Dissertation lautete Der Angriff George Villiers's, Herzogs von Buckingham, auf die herorischen Dramen und Dichter Englands im XVII. Jahrhundert.
1895 wurde er zum Direktor der Augustaschule und des Lehrerinnenseminars in Cottbus ernannt. 1899 wechselte er als Direktor zur Städtischen Höheren Töchterschule nach Dresden, wo er sich in der Neustadt in der Weintraubenstraße 1 niederließ. Zuletzt führte er den Titel Oberstudiendirektor. Als solcher starb er 1927 in seiner Dresdner Wohnung am Fürstenplatz 1.
Er war verheiratet mit Marie Ottilie Karoline geborene Werner, die ihn überlebte.

## Schriften (Auswahl)
- Der Angriff George Villiers's, Herzogs von Buckingham, auf die herorischen Dramen und Dichter Englands im XVII. Jahrhundert. E. Karras, Halle a. S. 1887.
- Coup d’oeil sur l’histoire de la litterature franaise. 12. Aufl.
- An Historical Sketch of English Literature. 9. Aufl.
- Dessau und seine Umgebung mit 3 Plänen und 60 Illustrationen.
- Lehrbuch der englischen Sprache.